# Юба-Сити
Юба-Сити (англ. Yuba City) — город в Калифорнии, центр округа Саттер.
Находится в 64 км (40 милях) севернее Сакраменто. Основан в 1849 году на землях принадлежавших Джону Саттеру, стал центром округа в 1864 году.
В Юба-Сити проживает одна из крупнейших сикхских общин за пределами Индии, и город известен как место проведения ежегодного парада сикхов.
14 марта 1961 года в 24 км от города потерпел катастрофу стратегический бомбардировщик B-52F с двумя термоядерными бомбами на борту. Хотя боеприпасы были повреждены, взрыва и радиоактивного заражения местности не последовало.

## География
Площадь города 38 км², из них земля — 37,758, водой занято 0,2 км².

## Климат
Климат — средиземноморский.

## Демография
По данным переписи населения США на 2010 год численность населения города Юба-Сити составляла 64925 человек. Расовый состав: 57,6 % белые, 17,2 % азиаты, 2,5 % чернокожие, 1,4 % коренных американцев, 0,4 % гавайцы и выходцы с островов Тихого океана, 15,1 % другие расы, 5,9 % потомки двух и более рас.
В городе на 2010 год 23174 единиц жилья, имеющей среднюю плотность размещения 610,5 на км². Из этого жилья 56,9 % (и соответственно 56,3 % населения) были заняты владельцами, а 43,1 % арендованы (в арендованном жилье жили 42,8 % населения). Пустуют 2,3 % жилья.
Уровень безработицы по состоянию на апрель 2015 года составляет 12,3 %.

## Экономика
В городе находится одна из крупнейших в мире фабрик по производству сухофруктов — Sunsweet Growers Inc.

## Транспорт
Автобусное сообщение в Юба-Сити обеспечивает Yuba-Sutter Transit.
Город соединён с окружающим миром двумя шоссе. Калифорнийское шоссе SR-20 пересекает Калифорнию с востока на запад, соединяет с городом Мэрисвилл на востоке и городом Вильямс на западе. Шоссе SR-99 соединяет с городом Сакраменто на юге и с городом Чико на севере.

## Города-побратимы
- Ториде, Япония